# Ardisia japonica
Ardisia japonica är en viveväxtart som först beskrevs av Carl Peter Thunberg, och fick sitt nu gällande namn av Carl Ludwig von Blume. Ardisia japonica ingår i släktet Ardisia och familjen viveväxter. Inga underarter finns listade i Catalogue of Life.

## Bildgalleri

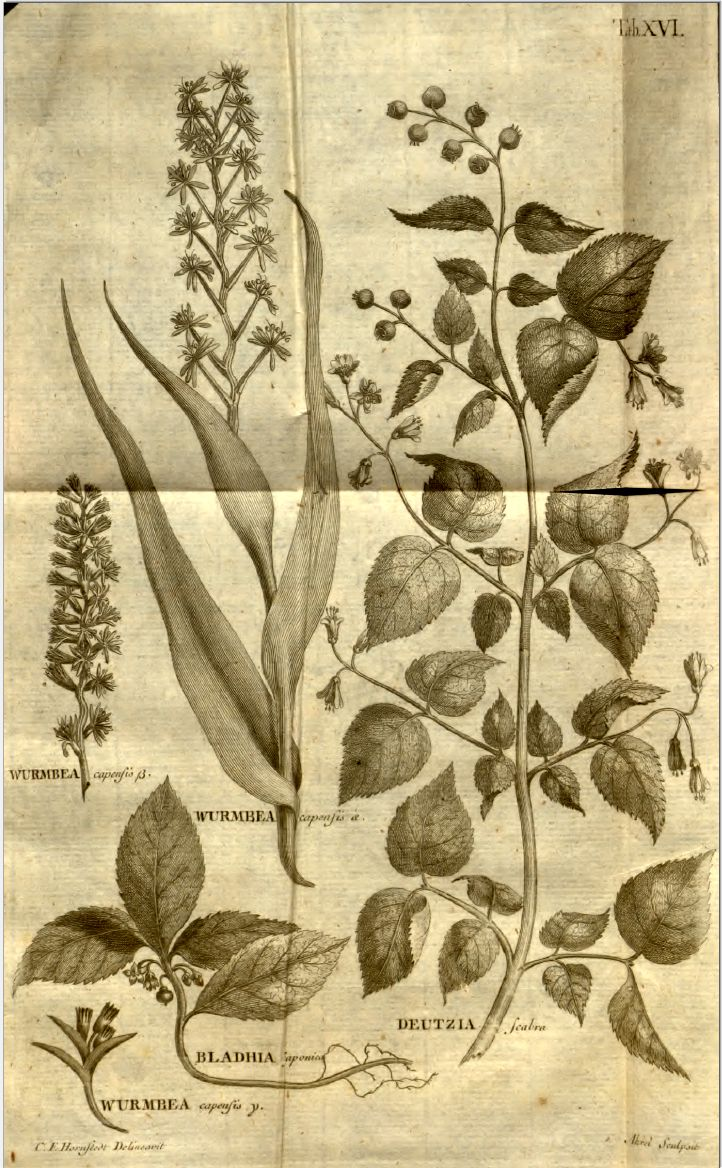
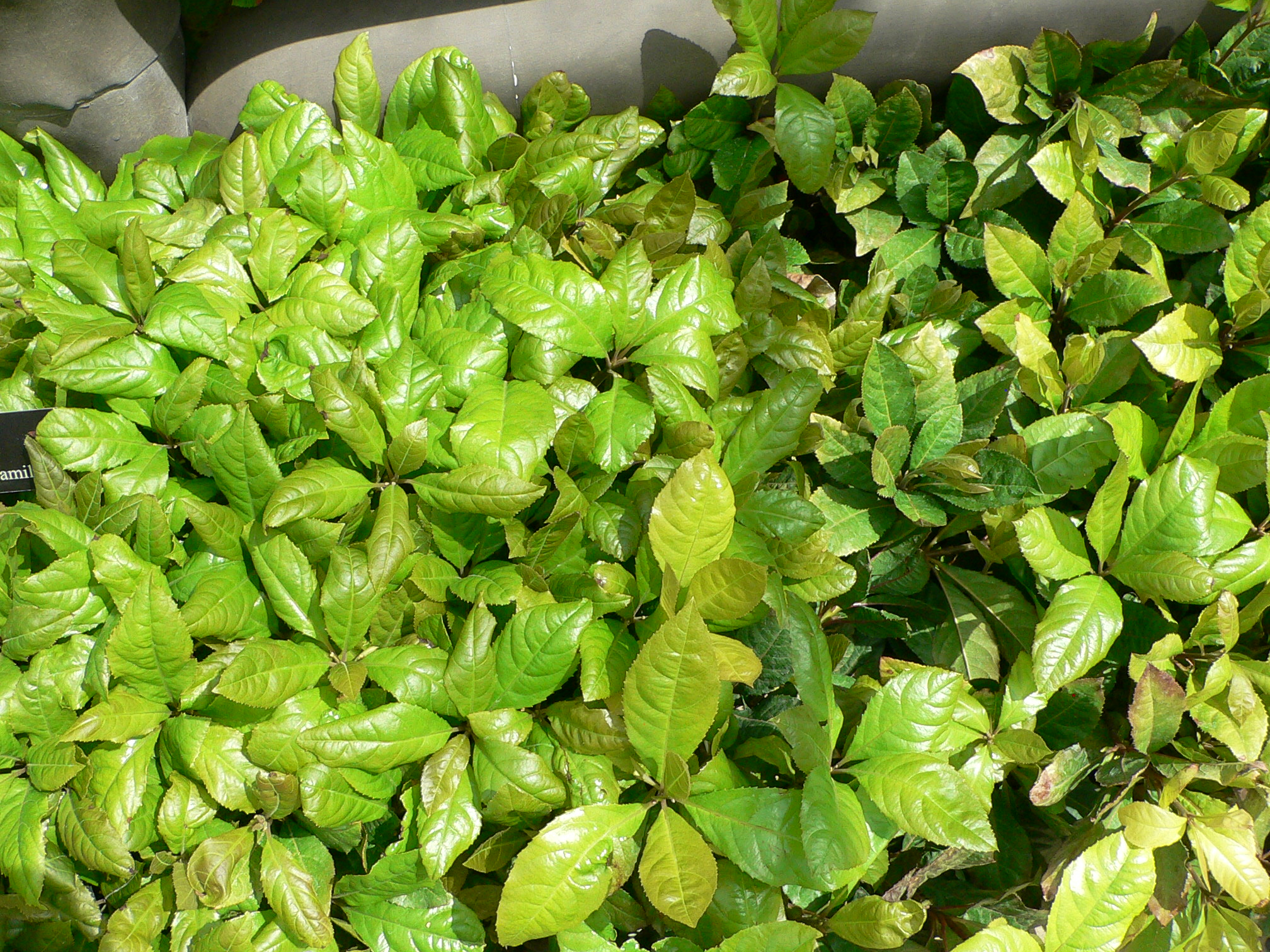
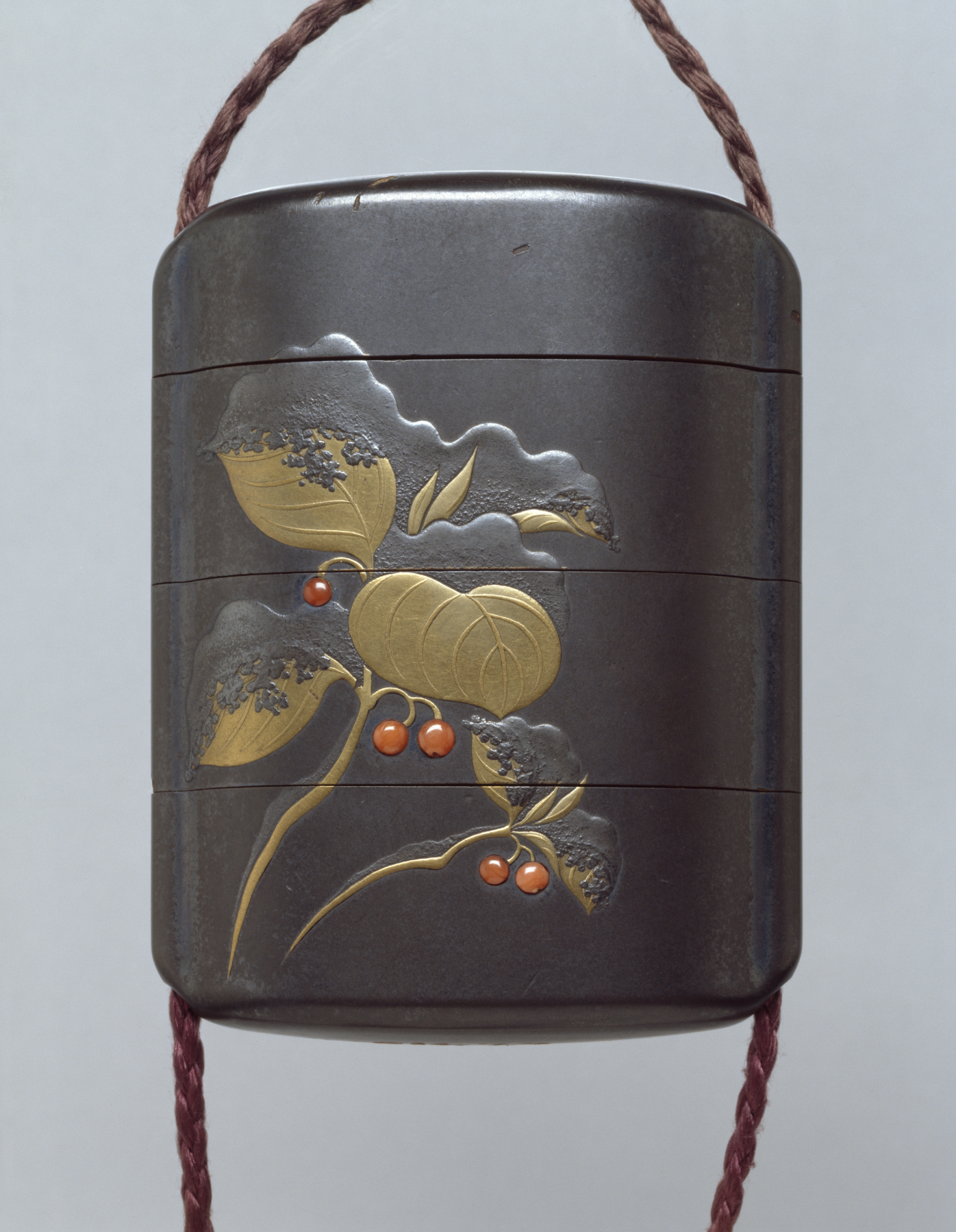
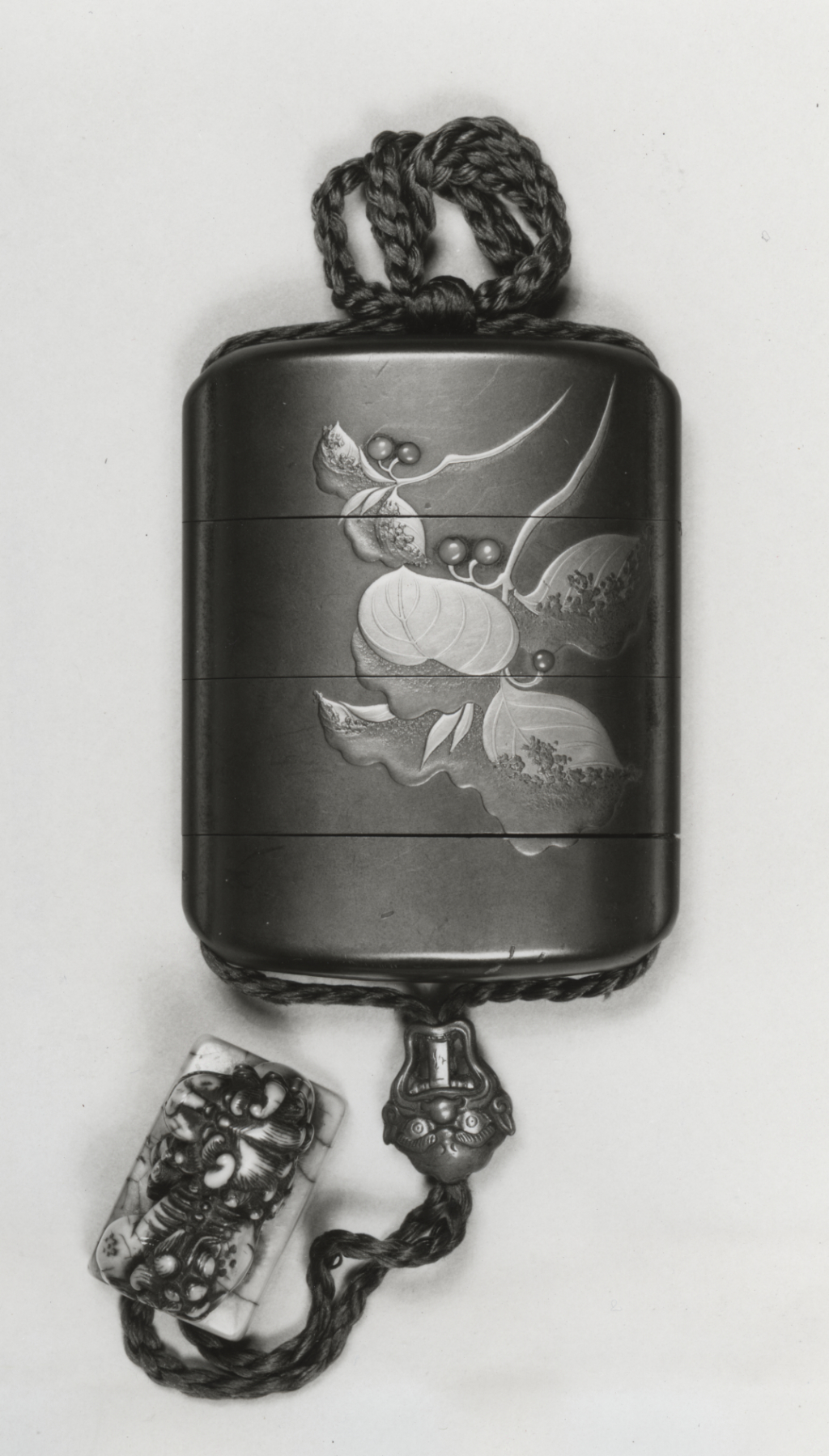
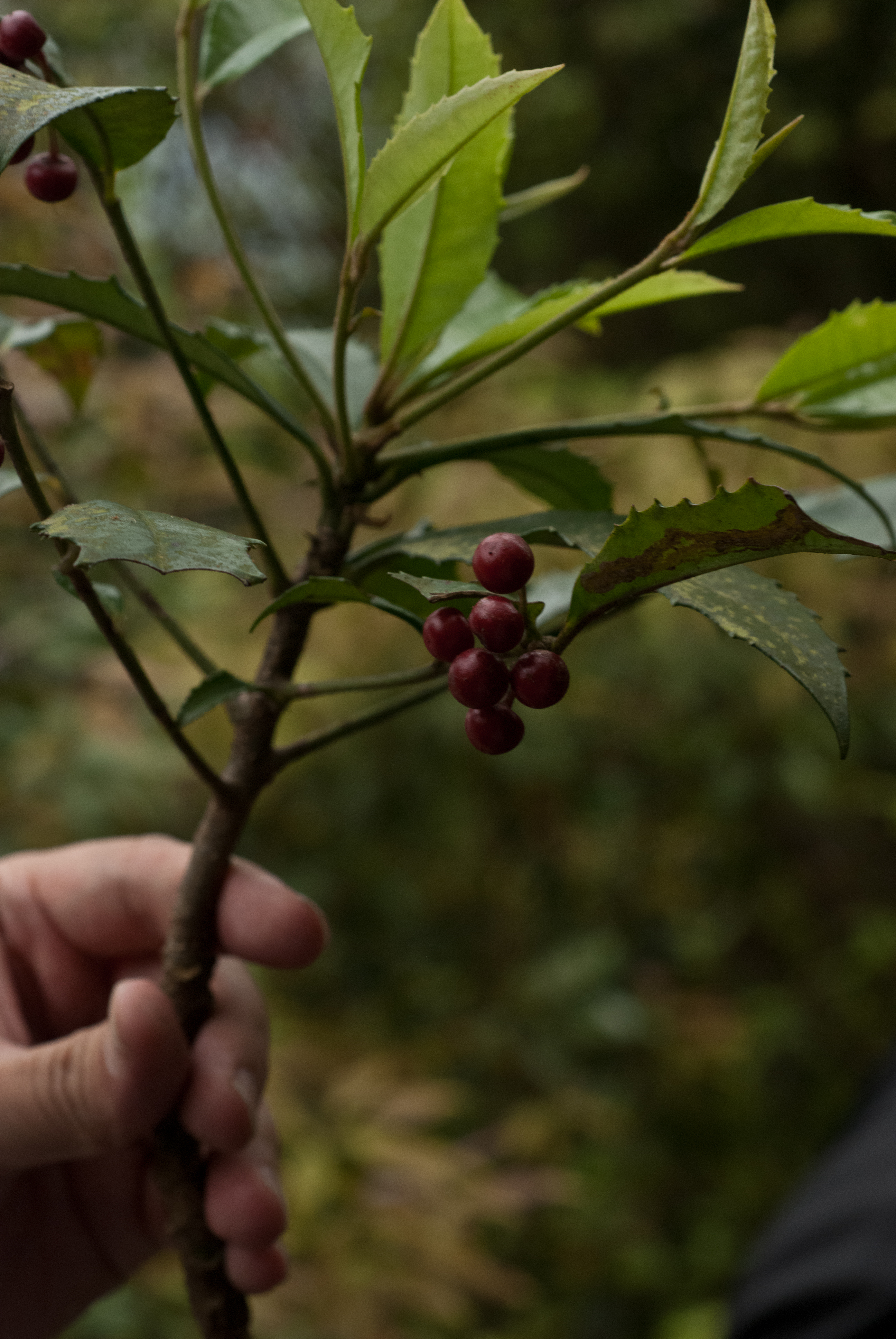
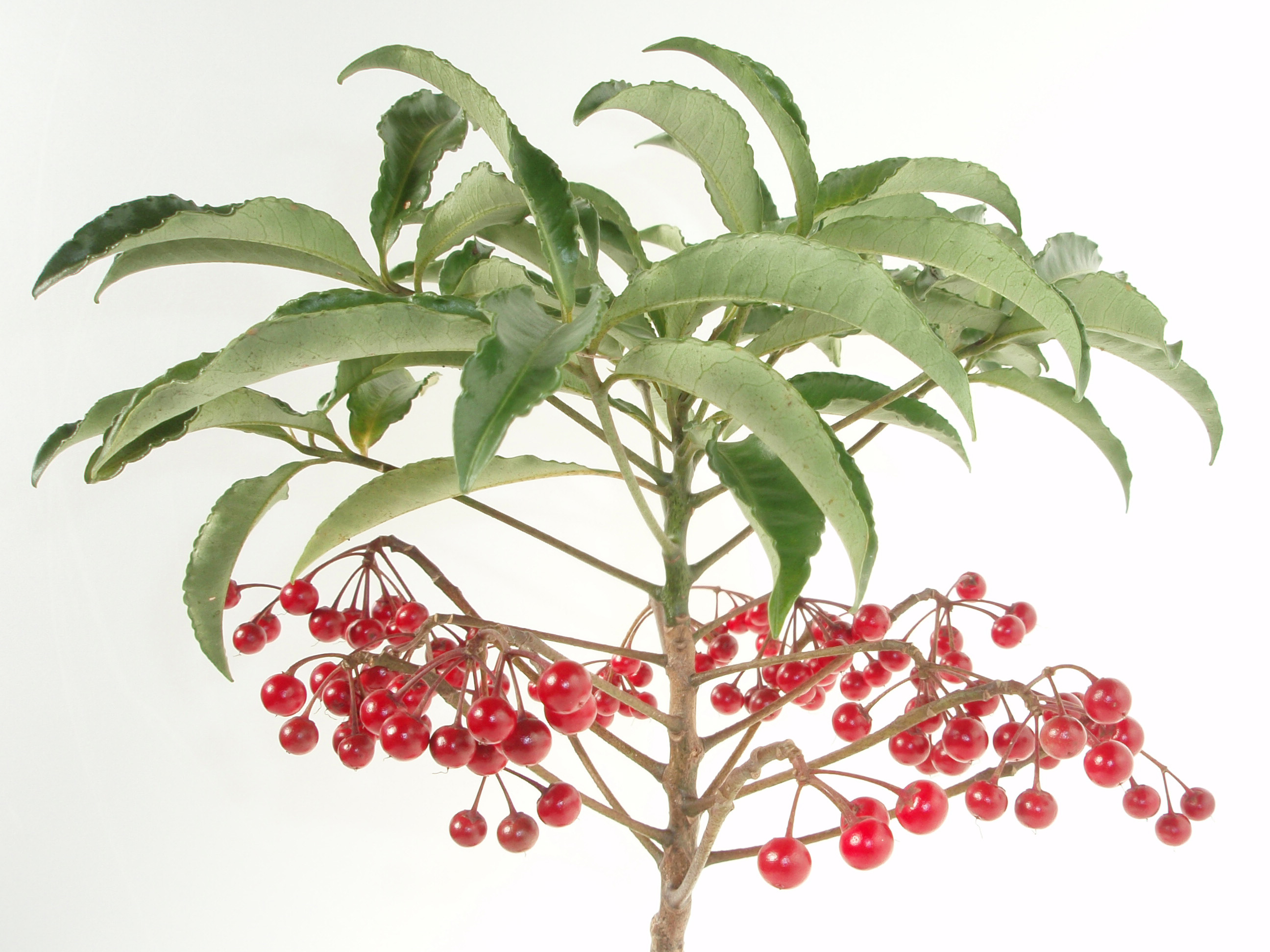